# Église Saint-Jean-Baptiste-du-Béguinage de Louvain
L'église Saint-Jean-Baptiste-du-Béguinage (en néerlandais : Begijnhofkerk Sint-Jan de Doper) est une église classée de style gothique située à Louvain, dans la province du Brabant flamand en Belgique.

## Historique
La construction de l'église Saint-Jean-Baptiste-du-Béguinage commence en 1305 comme l'indique une inscription à droite du portail nord,. 
Les sept travées orientales et les colonnes de la nef jusqu'à la façade occidentale sont édifiées au XIVe siècle tandis que les trois travées occidentales et la façade occidentale ne sont achevées qu'en 1421-1444.

## Classement
L'église fait l'objet d'un classement au titre des monuments historiques depuis le 19 avril 1937 et figure à l'inventaire du patrimoine immobilier de la Région flamande sous la référence 213777.

## Architecture extérieure

### La façade occidentale
À l'ouest, l'église présente une large façade tripartite, agrémentée de bandeaux de grès brun et soutenue par de puissants contreforts, dont l'un est combiné à une tourelle d'escalier octogonale percée de meurtrières et coiffée d'une flèche de pierre.
La travée centrale de cette façade est percée d'un portail ogival très épuré dont les colonnettes sont prolongées avec élégance par les voussures de l'archivolte.
Au-dessus de ce portail prend place une haute baie ogivale composée de cinq fines lancettes et d'un remplage finement ciselé.

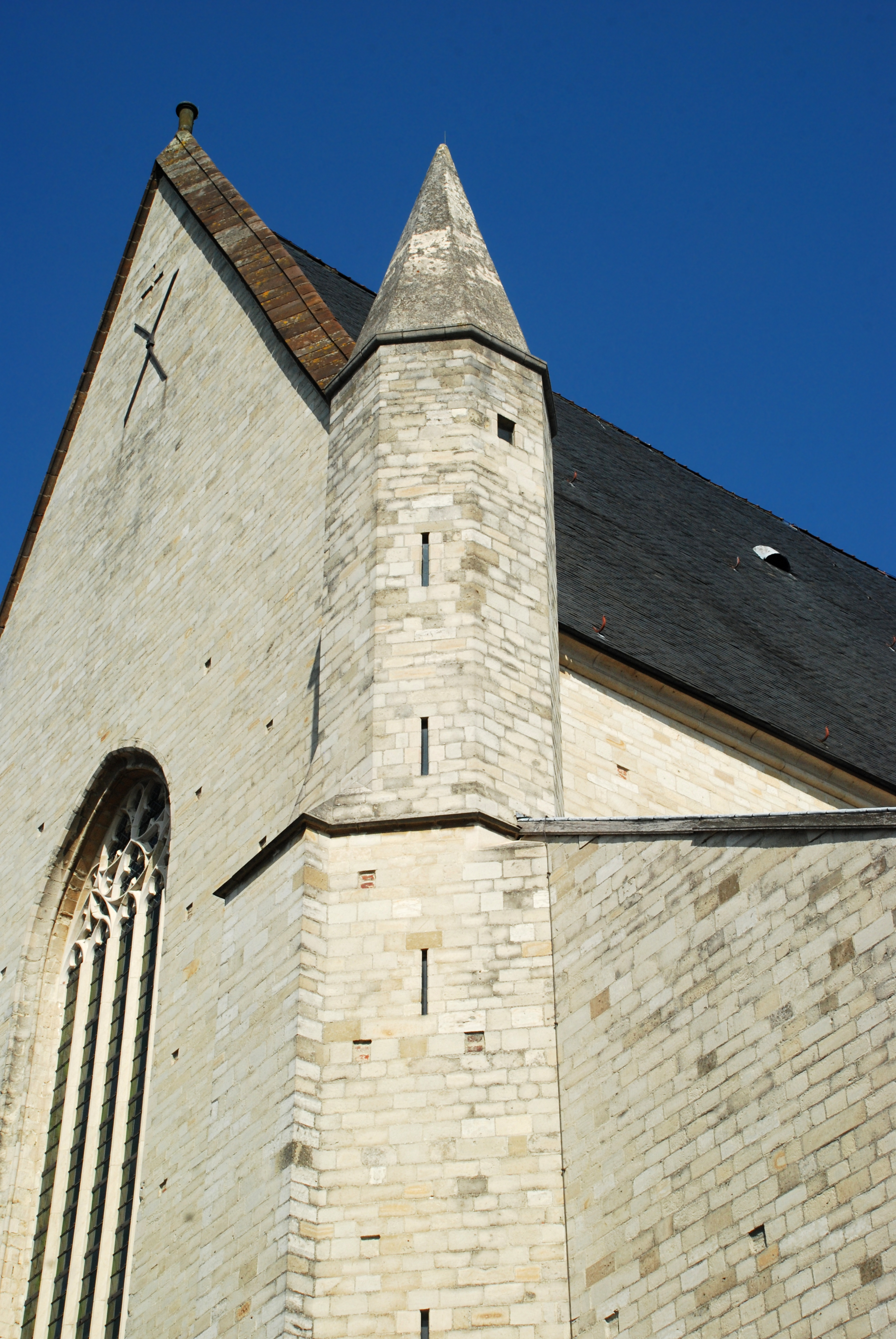
La tourelle octogonale.
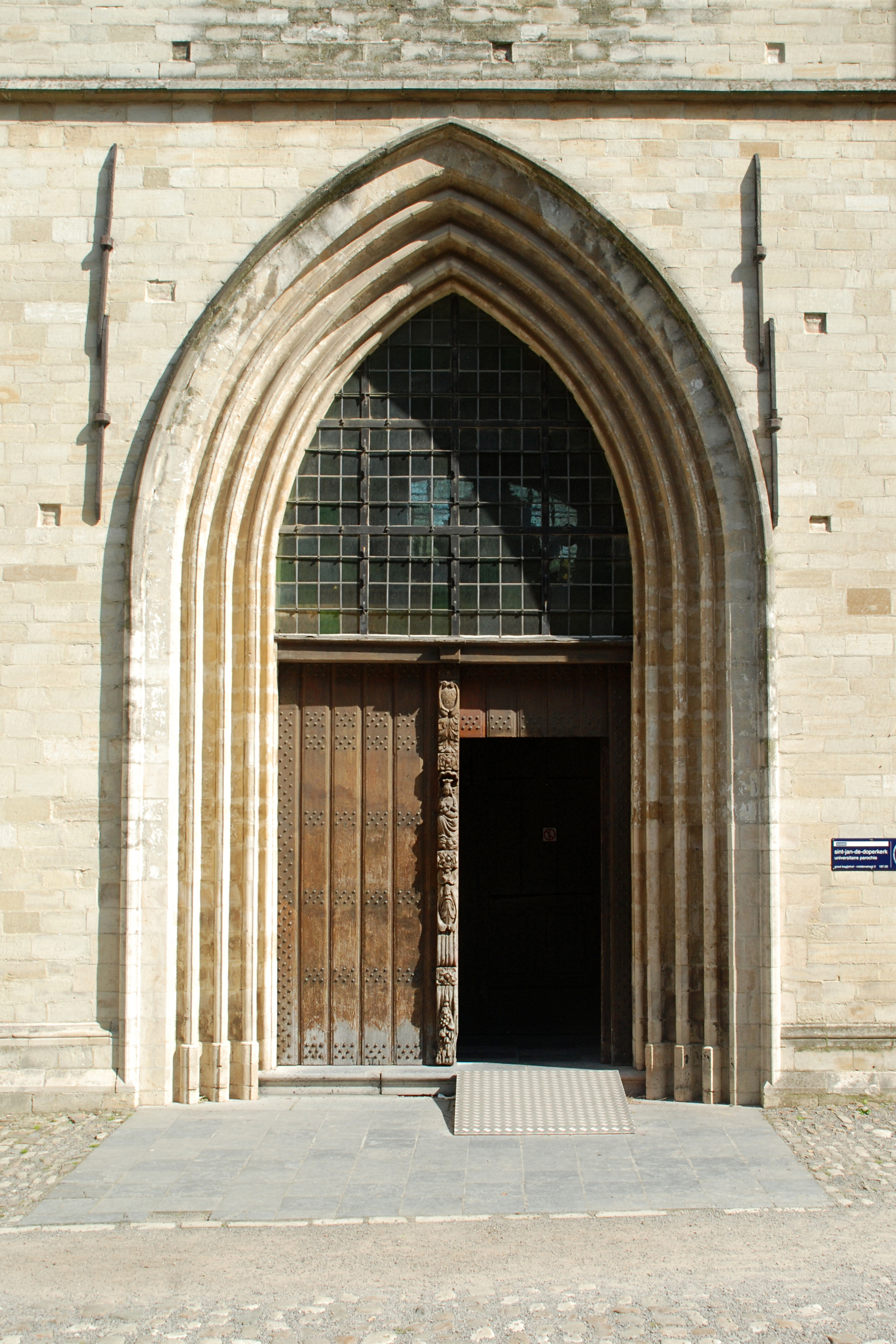
Le portail ogival.
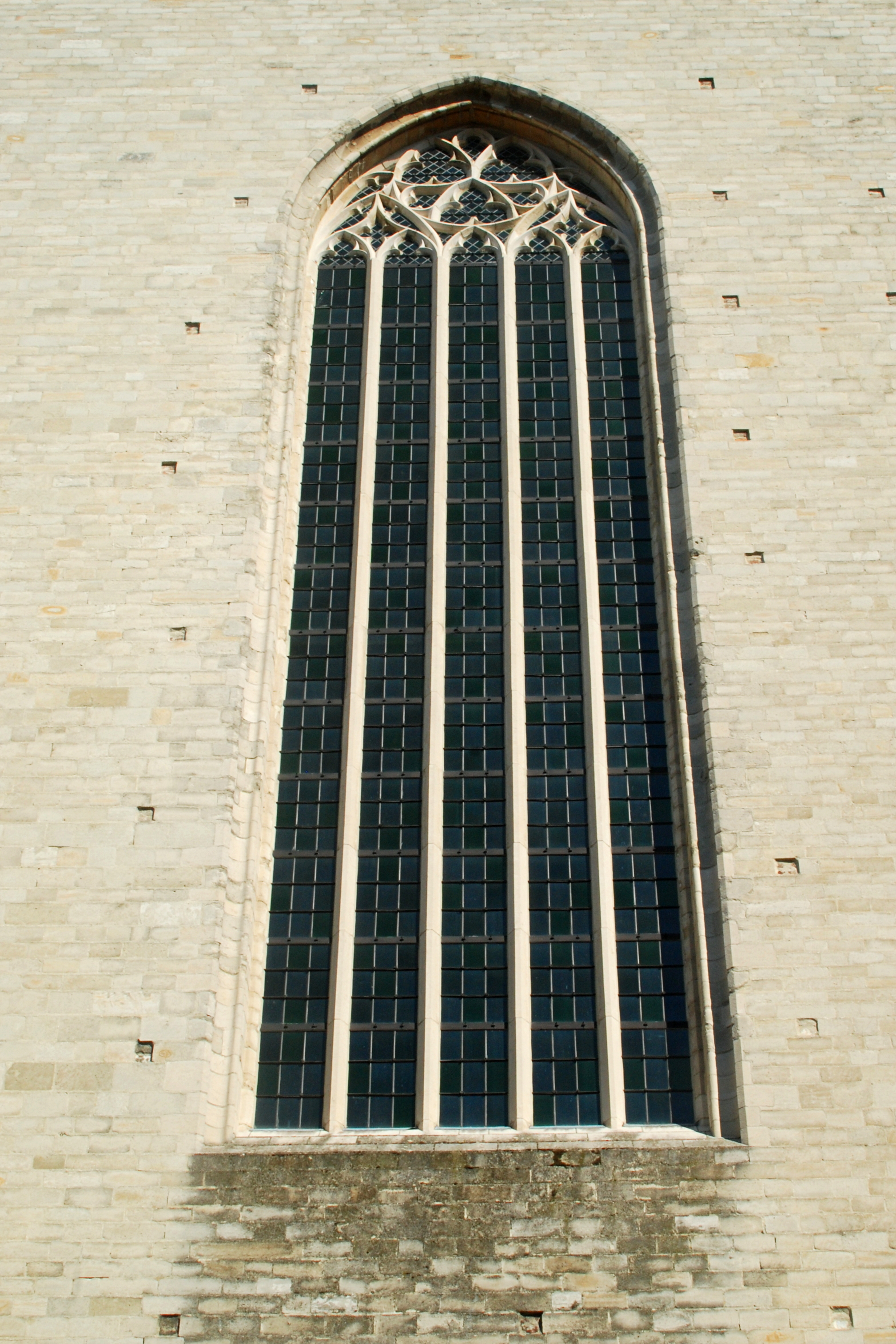
La baie ogivale.

### Le chevet
À l'est, l'église présente un beau chevet plat, prolongé par les façades des collatéraux par de puissants contreforts.
La haute façade du chevet est percée d'une haute fenêtre combinant deux baies ogivales de trois lancettes et trois remplages, le tout logé sous un larmier reposant sur de petits culs-de-lampe constitués d'une tête humaine.
Cette baie est surmontée d'une petite baie aveugle en triplet.
En retrait par rapport à la façade du chevet, l'église est surmontée d'un fin clocher octogonal dont flèche est couverte d'ardoises.

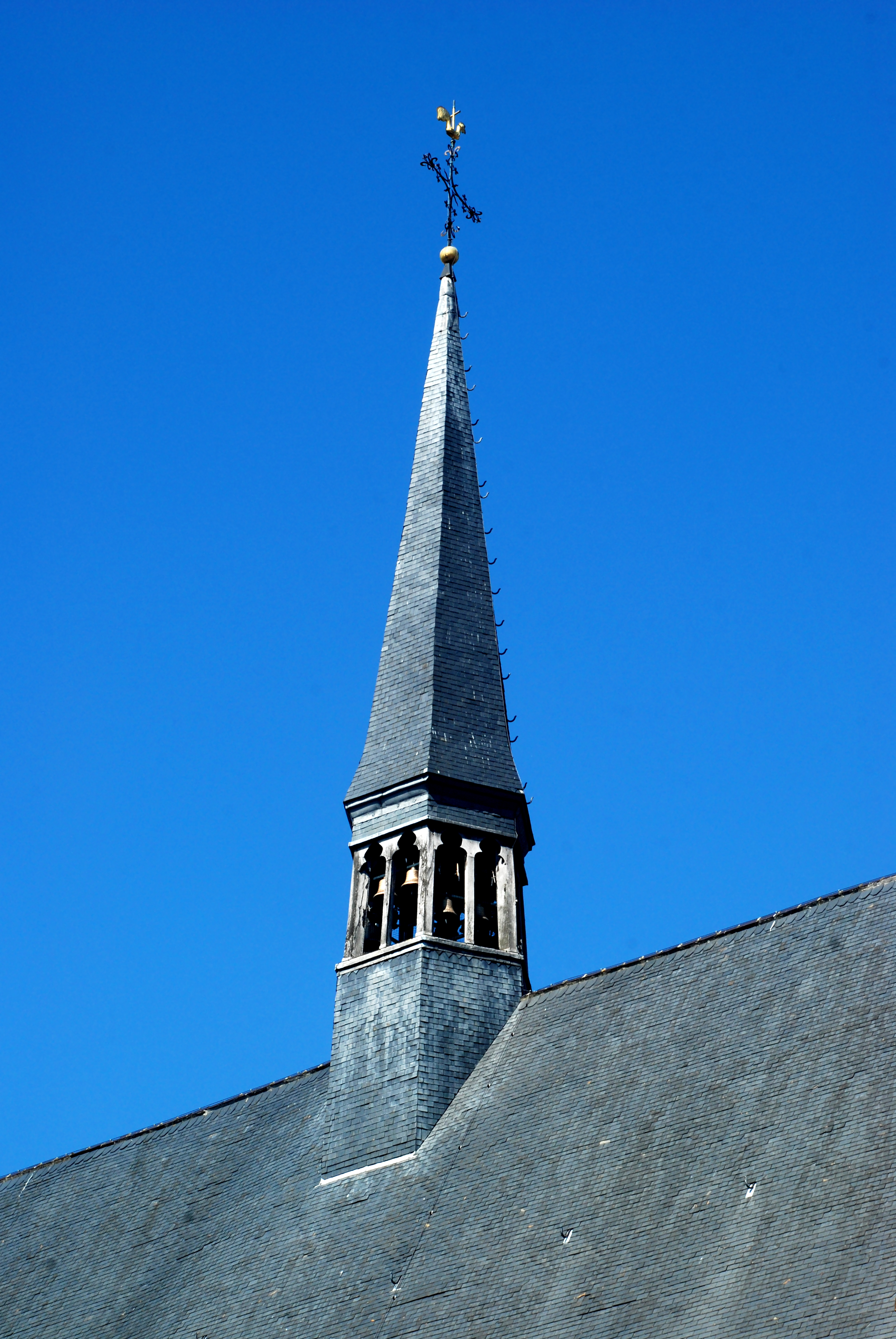
Le clocher.
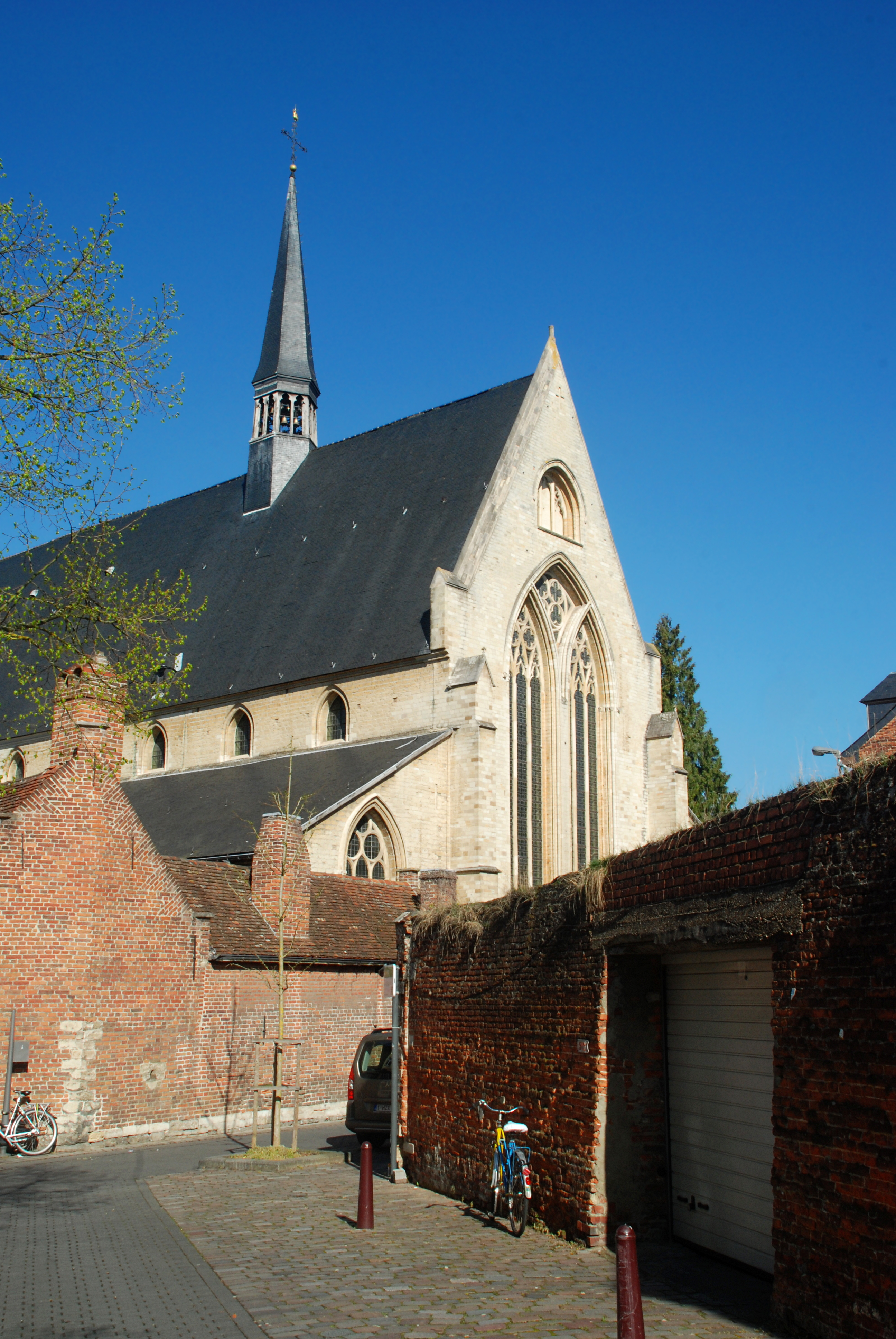
Vue sur le chevet.
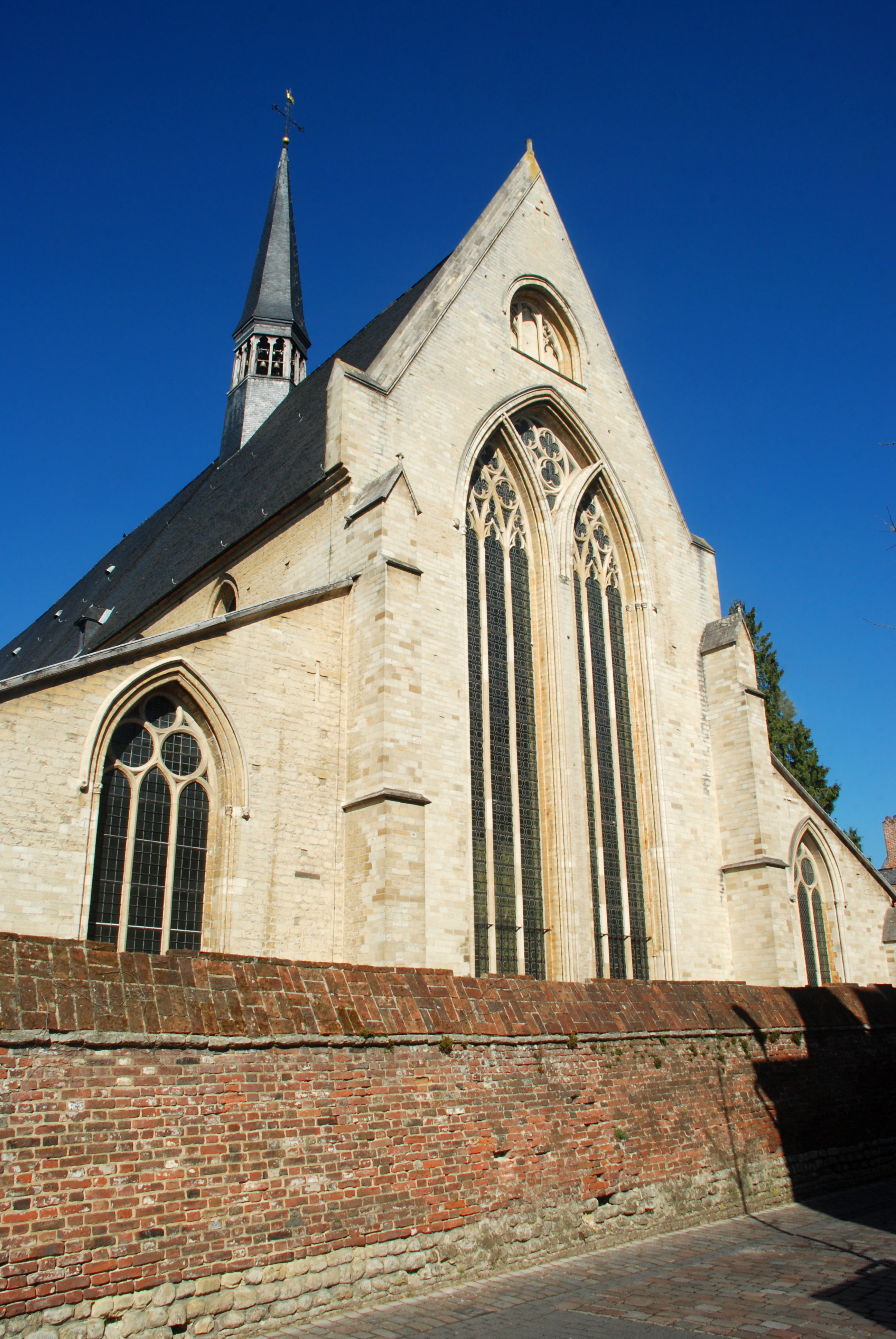
Le chevet.
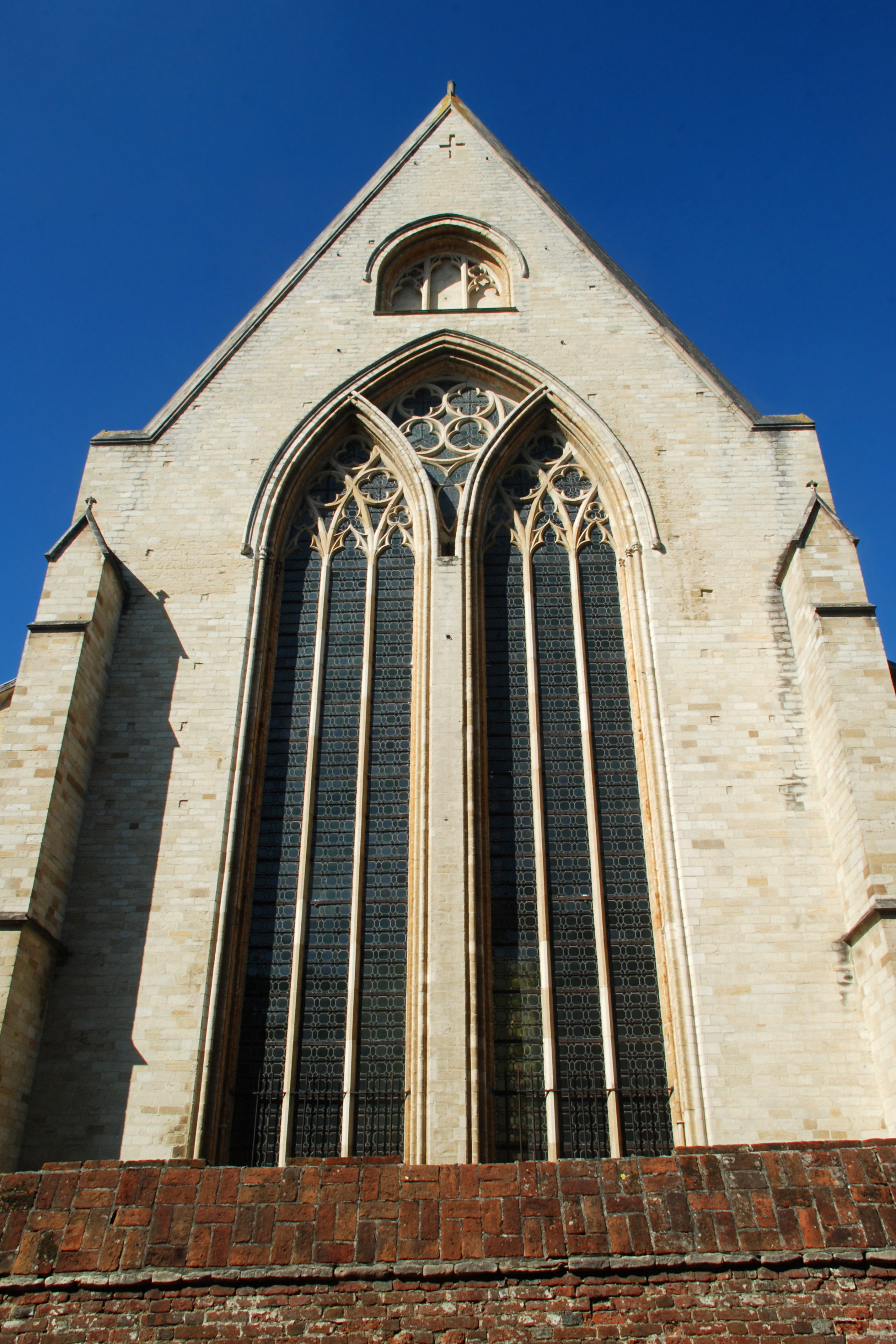
Baie du chevet.